# گمینا کروتوشتسه
گمینا کروتوشتسه (به لهستانی:  Gmina Krotoszyce) یک گمینا در لهستان است که در شهرستان لگنگتسا واقع شده‌است. گمینا کروتوشتسه ۶۷٫۵۹ کیلومتر مربع مساحت و ۲٬۹۱۵ نفر جمعیت دارد.